# Toronaeus simillimus
Toronaeus simillimus är en skalbaggsart som beskrevs av Monné 1974. Toronaeus simillimus ingår i släktet Toronaeus och familjen långhorningar. Inga underarter finns listade i Catalogue of Life.